# VARTA futsal liga 2019/2020
V soubojích 28. ročníku 1. české futsalové ligy 2019/20 (sponzorským názvem VARTA futsal liga) se mělo utkat v základní části 12 týmů dvoukolovým systémem podzim - jaro. Kvůli pandemii koronaviru byla sezóna předčasně ukončena. Po 20. kole byl jako vítěz soutěžního ročníku vyhlášen klub FK ERA-PACK Chrudim, aniž by se odehrála vyřazovací část. Do druhé ligy sestoupily celky Nejzbach Vysoké Mýto a Tango Hodonín.

## Haly a umístění
| Tým                         | Hala                              | Kapacita |
| --------------------------- | --------------------------------- | -------- |
| FK ERA-PACK Chrudim         | Sportovní hala Města Chrudim      | 720      |
| SK Interobal Plzeň          | Sportovní hala Lokomotiva         | 1500     |
| AC Sparta Praha             | UNYP Arena                        | 2500     |
| Svarog FC Teplice           | Sportovní hala Teplice            | 850      |
| SK Slavia Praha             | Sportovní hala Eden               | 1000     |
| Helas Brno                  | Sportovní hala Vodova             | 3500     |
| FTZS Liberec                | Dukla Liberec                     | 1200     |
| Dynamo PCO České Budějovice | Lokomotiva České Budějovice       | 200      |
| Démoni Česká Lípa           | Městská sportovní hala Česká Lípa | 400      |
| SK Olympik Mělník           | Sportovní hala Mělník             | 280      |
| Nejzbach Vysoké Mýto        | DM Vysoké Mýto                    | 450      |
| FC Tango Hodonín            | Teza Hodonín                      | 500      |

## Ligová tabulka
| Poř. | Tým                         | Z  | V  | R | P  | VG  | OG  | B  |
| ---- | --------------------------- | -- | -- | - | -- | --- | --- | -- |
| 1.   | FK ERA-PACK Chrudim         | 20 | 18 | 1 | 1  | 129 | 23  | 55 |
| 2.   | SK Interobal Plzeň          | 20 | 17 | 1 | 2  | 121 | 47  | 52 |
| 3.   | AC Sparta Praha             | 20 | 16 | 2 | 2  | 158 | 53  | 50 |
| 4.   | Svarog FC Teplice           | 20 | 14 | 1 | 5  | 107 | 59  | 43 |
| 5.   | SK Slavia Praha             | 20 | 13 | 0 | 7  | 109 | 83  | 39 |
| 6.   | Helas Brno                  | 20 | 7  | 3 | 10 | 73  | 87  | 24 |
| 7.   | FTZS Liberec                | 20 | 5  | 3 | 12 | 63  | 117 | 18 |
| 8.   | Dynamo PCO České Budějovice | 20 | 5  | 2 | 13 | 69  | 123 | 17 |
| 9.   | Démoni Česká Lípa           | 20 | 4  | 4 | 12 | 67  | 103 | 16 |
| 10.  | SK Olympik Mělník           | 20 | 5  | 1 | 14 | 84  | 127 | 16 |
| 11.  | Nejzbach Vysoké Mýto        | 20 | 4  | 0 | 16 | 56  | 104 | 12 |
| 12.  | FC Tango Hodonín            | 20 | 2  | 2 | 16 | 52  | 162 | 8  |

Poznámky

- Z = Odehrané zápasy; V = Vítězství; R = Remízy; P = Prohry; VG = Vstřelené góly; OG = Obdržené góly; B = Body

|  | Kvalifikace do futsalové Ligy mistrů |
|  | Sestup do příslušné skupiny 2. ligy  |

## Hráčské statistiky

### Góly
| Poř. | Hráč            | Tým                | Gól |
| ---- | --------------- | ------------------ | --- |
| 1.   | Tomáš Vnuk      | SK Interobal Plzeň | 35  |
| 2.   | Tomáš Drahovský | AC Sparta Praha    | 34  |
| 3.   | Michal Seidler  | AC Sparta Praha    | 28  |
| 4.   | Martin Brychta  | SK Slavia Praha    | 24  |
| 5.   | David Černý     | Svarog FC Teplice  | 23  |

### Asistence
| Poř. | Hráč            | Tým                | Gól |
| ---- | --------------- | ------------------ | --- |
| 1.   | Tomáš Drahovský | AC Sparta Praha    | 38  |
| 2.   | Tomáš Vnuk      | SK Interobal Plzeň | 32  |
| 3.   | Martin Směřička | SK Slavia Praha    | 25  |
| 3.   | Michal Seidler  | AC Sparta Praha    | 25  |
| 5.   | Tihomir Novak   | AC Sparta Praha    | 23  |